# 1457
1457 (MCDLVII) a fost un an comun al calendarului iulian, care a început într-o zi de sâmbătă.

## Evenimente
- 12 aprilie: Bătălia de la Doljești (Neamț). Petru Aron a fost răsturnat de la putere de Ștefan cel Mare.
- 12 aprilie: Începe domnia lui Ștefan cel Mare în Moldova (1457-1504).
- 14 aprilie: Bătălia de la Orbic (Bacău). Cu sprijinul domnitorului Vlad Țepeș al Țării Românești, Ștefan cel Mare înfrânge din nou pe Petru Aron și ocupă tronul Moldovei.

## Nașteri
- Filippino Lippi, pictor renascentist florentin (d. 1504)
- Henric Tudor, rege al Angliei ca Henric al VII-lea (1485-1509), întemeietorul dinastiei Tudor (d. 1509)
- Jacob Obrecht, compozitor renascentist flamand (d. 1505)
- Maria de Burgundia, fiica lui Carol Temerarul. După moartea acestuia a domnit (1477-1482) împreună cu soțul său, Maximilian de Habsburg (1459-1519), viitorul împărat Maximilian I (din 1508), (d. 1482)
- Pietro di Domenico da Siena, pictor renascentist italian (d. 1533?)
- Sebastian Brandt, umanist german (d. 1521)

## Decese
- 1 august: Lorenzo Valla scriitor, filolog și umanist italian (n. 1407)
- 23 noiembrie: Ladislau Postumul  (n. 1440)
- 22 mai: Rita de Cascia  (n. 1381)
- 1 noiembrie: Francesco Foscari  (n. 1373)
- 2 ianuarie: Gheorghe Brancovici al Serbiei  (n. 1377)
- 21 octombrie: Danjong de Joseon  (n. 1441)
- 16 martie: Ladislau Huniade politician maghiar (n. 1431)
- dată necunoscută: Regnier de Montigny  (n. 1429)